# Ekaterina Abrikosova
Ekaterina Abrikosova, al secolo Anna Ivanovna Abrikosova (in russo Анна Ивановна Абрикосова?), nota anche come Ekaterina Sienskaja Abrikosova oppure Madre Ekaterina Sienskaja (Mosca, 23 dicembre 1882 – Mosca, 23 luglio 1936), è stata una religiosa russa terziaria della Fraternità laica di San Domenico della Chiesa greco-cattolica russa e, dopo essere passata al rito romano, fondatrice della comunità femminile delle sorelle dell’Ordine di San Domenico. Vittima delle persecuzione sovietiche contro la chiesa, viene citata per nome nel primo volume di Arcipelago Gulag di Aleksandr Solženicyn. Per la Chiesa cattolica è Serva di Dio.

## Biografia
Nacque a Mosca da una famiglia di ricchi commercianti, proprietari di fabbriche a Mosca e Simferopol e di vari negozi in diverse città del paese (fornitori ufficiali di cioccolata della corte imperiale), appartenenti tradizionalmente alla Chiesa ortodossa russa. Suo nonno era Aleksej Ivanovič Abrikosov, industriale nel ramo dolciario. Suo padre, Ivan Alexeevič Abrikosov, che avrebbe dovuto subentrare nell'azienda di famiglia, morì prematuramente per tubercolosi. Ebbe quattro fratelli tra i quali il diplomatico zarista Dmitrij Abrikosov e il medico che imbalsamò Vladimir Lenin, Aleksej Ivanovič Abrikosov.
Rimasta orfana presto - la madre morì di parto(alcuni parlano invece di suicidio) e a pochi giorni perse anche il padre per tubercolosi - venne cresciuta dallo zio paterno Nikolaj Alekseevič Abrikosov. Ottenne l'istruzione al primo ginnasio femminile aperto a Mosca ed nel 1899 ricevette una borsa di studio a Londra alla Girton College, Università di Cambridge dove si specializzò in lingue, acquisendo un'eccellente conoscenza del francese, inglese, tedesco e italiano e una considerevole conoscenza di latino e greco. Ritornata in Russia nel 1903, sposò suo cugino Vladimir Abrikosov e con lui nel 1905 viaggiò per l'Europa. Il 20 febbraio 1908, a Parigi, passò dalla Chiesa ortodossa russa al cattolicesimo. Nel 1910 tornò a Mosca e nel 1913 entrò nel noviziato del Terzo ordine di San Domenico con il nome di Ekaterina, in onore di santa Caterina da Siena.

Dopo l'ordinazione sacerdotale del marito, avvenuta il 19 marzo 1921, nell'appartamento della famiglia Abrikosov venne fondata la comunità femminile delle sorelle terziarie dell'Ordine di S. Domenico. Nel 1923, dopo che il marito era stato espulso dalla Repubblica Socialista Federativa Sovietica Russa, prevedendo il suo prossimo arresto, scrisse al marito che si trovava a Roma: 
Figura di spicco della comunità cattolica locale, nel 1923 venne arrestata assieme ad un gruppo di cattolici di Mosca. Nell'atto di accusa l'Abrikosova fu presentata come “dirigente di un gruppo moscovita controrivoluzionario che tiene contatti con il Soviet Supremo monarchico all'estero”. Alle sorelle della sua comunità disse: "Probabilmente ognuno di voi, avendo dato il vostro amore a Dio e seguendo la sua strada, ha più volte nel vostro cuore chiesto a Cristo di ti concedo l'opportunità di condividere le Sue sofferenze, e così è, il momento è ora arrivato, il tuo desiderio di soffrire per il Suo amore si sta ora adempiendo".
Il 19 maggio 1924 venne condannata a 10 anni di gulag.
Negli anni che seguirono fu deportata in varie prigioni e campi di lavoro. Nel maggio 1932 fu trasportata all'ospedale della prigione di Butyrka di Mosca per essere operata per un cancro al seno. Uscita dal carcere il 9 agosto 1932 per motivi di salute (non riuscì più ad usare il braccio sinistro) trovò una sistemazione a Kostroma, raggiungendo di quando in quando Mosca per le visite mediche. Così ebbe l'occasione di frequentare la chiesa cattolica di San Luigi. Pie Eugène Neveu, consacrato segretamente come vescovo nel 1926, scrisse a Roma dopo averla incontrata: "Questa donna è un vero predicatore della Fede e molto coraggiosa, ci si sente insignificante accanto a qualcuno di questa statura morale. Non riesce ancora a vedere bene e può usare solo la mano destra, poiché la sinistra è paralizzata".
Nonostante gli avvertimenti per evitare un altro arresto, Madre Caterina ristabilì anche i legami con le sorelle sopravvissute. Il 5 agosto 1933 venne arrestata nuovamente a Kostroma e trasportata a Mosca per essere processata. Il 19 febbraio 1934 fu condannata a 8 anni di lager. Passò i primi due anni nella prigione di rigore riservata ai prigionieri politici. A gennaio e febbraio 1936 Pie Eugène Neveu, amministratore apostolico di Mosca, informò il Vaticano e papa Pio XII della situazione del clero cattolico nel paese e del martirio vivente di Ekaterina.
Nel giugno del 1936 fu trasferita all'ospedale della prigione di Butyrka, dove morì il 23 luglio 1936. Il suo corpo venne cremato quattro giorni dopo, il 27 luglio 1936.

## Eredità
Nel 2003 la Santa Sede concesse il nihil obstat all'apertura dell'inchiesta diocesana per la causa di beatificazione.
La sua vita ispirò il libro To Courageously Know and Follow After Truth: The Life and Work of Mother Catherine Abrikosova (scritto da Suor Maria del Sacro Cuore, monaca domenicana di clausura che vive nel monastero di St. Jude a Marbury, in Alabama) e il film del 2007 Il destino di Anna Abrikosova. Il voto di sacrificio, produzione Russia, presentato al IV Festival internazionale del cinema cristiano "Nevsky Blagovest".